# Армада (роман)
«Арма́да» (англ. Armada) — научно-фантастический роман Эрнеста Клайна, выпущенный 14 июля 2015 издательством Crown Publishing Group (подразделением издательского конгломерата Penguin Random House). В книге рассказывается о подростке, играющем в онлайн-игру про защиту от вторжения инопланетян, который узнаёт, что на самом деле игра является тренировочным симулятором для того, чтобы подготовить его и людей во всём мире к защите от настоящего инопланетного вторжения.
Уил Уитон, который озвучивал аудиоверсию «Первому игроку приготовиться», предыдущего романа Клайна, также озвучил аудиокнигу и для «Армады». Также идёт подготовка к экранизации романа.
Русский перевод был выпущен в 2018 году издательством «АСТ».

## Сюжет
Старшеклассник Зак Лайтман — один из лучших в мире игроков по игре в «Армаду», онлайн-симулятору боевого корабля, в котором Альянс обороны Земли (англ. Earth Defense Alliance — EDA) пытается защитить планету от вторжения инопланетян. Однажды Зак видит за окном класса корабль, который напоминает один из тех кораблей, что есть в «Армаде», и возвращается домой для того, чтобы просмотреть записные книжки своего покойного отца Ксавьера о теории заговора с задействованием фильмов массовой культуры («Звёздные войны», «Полёт навигатора», «Последний звёздный боец»), книг («Игра Эндера») и видеоигр о вторжении инопланетян и военных симуляторов. Позже, в магазине видеоигр, в котором Зак работает неполный рабочий день, его начальник Рэй приятно удивляет его новым контроллером для «Армады», который он дарит Заку в качестве подарка на выпускной. Зак пробует новый контроллер в одной из особых миссий в «Армаде», в которой есть нападение на родную планету пришельцев, однако в ней команда Земли терпит поражение.
На следующее утро в школе, во время того, когда Зак дерётся с хулиганом Дугласом Нотчером, в школьном дворе приземляется шаттл с логотипом EDA. Одним из пассажиров шаттла является Рэй, который приглашает Зака отправиться с ним на сверхсекретный военный объект, расположенный в Небраске. Там он узнаёт о том, что EDA действительно существует, и что инопланетяне на самом деле есть: они находятся на Европе (спутнике Юпитера), называются собрукаями (англ. Sobrukai) и намереваются утроить вторжение на планету на своих кораблях так, как это показано в игре «Армада». Также Зак узнаёт о том, что EDA использовал «Армаду» для того, чтобы выявлять и обучать опытных солдат пилотированию беспилотных кораблей для защиты Земли от европеан. В EDA ему рассказывают о том, что европеане запланировали трёхэтапное полномасштабное нападение менее через восемь часов. Вскоре после брифинга база в Небраске подвергается нападению разведывательной группы инопланетян. Во время нападения Зак не подчиняется приказам и преследует корабль пришельцев в одном из туннелей, в котором корабль самоуничтожается, уничтожив вместе с собой несколько сотен дронов EDA. И хотя адмирал Вэнс и ругает Зака за такое его поведение, Зак и другие лучшие игроки в «Армаду» отправляются на лунную базу «Альфа», где он будет отчитываться за произошедшее перед своим отцом Ксавьером, который, как выясняется, инсценировал свою смерть в результате несчастного случая на заводе для того, чтобы быть генералом EDA.
Во время первой волны нападения лунную базу атакуют беспилотники европеан. Новые рекруты пытаются защитить её, но, в конце концов, терпят поражение и сбегают на Землю. Зак и его отец выдвигают теорию о том, что всё это вторжение европеан не что иное как просто проверка, цель которой выяснить то, как Земля ответит на угрозу гибели цивилизации, учитывая, что инопланетяне легко могли в любое время их уничтожить, но дали им возможность дать отпор и выиграть. Они определяют, что зонд, который Земля послала на Европу несполько десятилетий назад, на самом деле был боеголовкой под названием «Ледокол» (англ. Icebreaker), предназначенной для того, чтобы уничтожить европеан, а это означает нанесла удар первой и начала эту войну. Они узнают о том,
что вторая боеголовка «Ледокол» была развёрнута для взрыва на Европе во время второй волны, которая приведёт к взаимному гарантированному уничтожению. С началом второй волны Ксавьер совершает налёт на базу EDA, где находятся пилоты, которые сопровождают боеголовку, и жертвует собой. Затем Зак приводит в действие свои дроны возле Европы для того, чтобы одолеть эскортирующих и уничтожить «Ледокол», в результате чего инопланетные корабли отключаются и падают на землю. Из Европы возникает икосаэдр и сообщает о том, что он является Эмиссаром (англ. Emissary), машиной, созданной галактическим сообществом цивилизаций, называемым «Содалити» (англ. Sodality). Эмиссар устроил всю эту ситуацию в качестве проверки для того, чтобы посмотреть сможет ли человечество мирно сосуществовать вместе с их группой, и объявляет о том, что Земля проверку прошла. Зак соглашается на членство в «Содалити» от имени Земли, и тут прибывает третья волна инопланетных кораблей для того, чтобы помочь выжившим и восстановить планету. Позже Зак соглашается на работу послом в «Содалити» для того, чтобы узнать истинные мотивы пришельцев.

## Отзывы
Несмотря на то, что книга была бестселлером по версии «New York Times», стартовав с четвёртого места в списке бестселлеров и оставаясь там на протяжении пяти недель, она получила в целом отрицательные отзывы. «Washington Post» описала роман как «ностальгический нарциссизм». «Boston Globe» похвалила роман за готовность к превращению в сценарий кинофильма, но назвала его «утомительным упражнением в ностальгии и научно-фантастических клише» и раскритиковала за занятие «худшим видом исполнения ботанских пожеланий». «Globe and Mail» посетовала на то, что в книге предсказуемые сюжетные ходы и персонажи, и что Клайн не смог сделать «ничего стимулирующего» с отсылками на поп-культуру, кроме напоминания о них читателям. Блог «Io9» заявил, что роман «в основном стоит прочесть», и что он «идеально подходит для кино», не смотря на то, что «не совсем оправдывает ожидания». Портал The Verge описал роман как «довольно весёлое путешествие», но посетовал на предсказуемый сюжет и «нехватку глубины, которую можно найти в большинстве персонажей». Ресурс Slate описал роман как «длиной в книгу любовное письмо из культурных гиперссылок, которые отсылают вас куда-то ещё, но сами по себе не содержат никакого осмысленного содержания» и заявил, что он содержит «всё неправильное из игровой культуры».

## Конкурс
Также, как и с выходом печатной версии своего дебютного романа «Первому игроку приготовиться», Клайн провёл игровой конкурс, чтобы отметить выход романа «Армада» в бумажном виде. Читатели могли сыграть в браузерную версию Phaëton (ретро-шутера, описываемого в книге), а набравший больше всех очков игрок выиграл очки виртуальной реальности Oculus Rift.

## Экранизация
В декабре 2015 года Клайн объявил о продаже прав на экранизацию «Армады» компании Universal Pictures за семизначную сумму.
В апреле 2018 года Universal наняла Дэна Мазо написать черновик сценария в сотрудничестве с Клайном и продюсерами Диланом Кларком и Дэном Фара.